# Dalea emmae
Dalea emmae es una especie de planta perteneciente a la familia Fabaceae. El nombre de la planta se dedica a Emma Ventura Ventura, quien consagró una buena parte de su vida (1980-1991) al oficio de colectora botánica. En compañía de su esposo Eutiquio López Prado realizó importantes y esforzadas exploraciones (más de 3000 números) en el noreste de Guanajuato de 1988 a 1991, bajo los auspicios del Instituto de Ecología, A. C.

## Clasificación y descripción
Planta herbácea perenne; tallos partiendo de la base, ramificados, rollizos, hasta de 30 cm de largo, lisos; estípulas angostamente triangulares de 4 a 6 mm de largo, de color café, peciolos de 3 a 12 mm de largo, foliolos 3 de 4 a 15 mm de largo, de 1 a 5 mm de ancho, agudos a redondeados y mucronados en el ápice. Inflorescencias terminales en forma de espigas densas, de 0,6 a 4 cm de largo, de 7 a 9 mm de diámetro (sin considerar los pétalos y los estambres), pedúnculos de 2 a 9 cm de largo, brácteas lanceoladas a ovadas, de 5 a 6,5 mm de largo, verdes con márgenes blanquecinos, con pelos amarillentos hasta de 2 mm de largo; cáliz de 4 a 7 mm de largo; androceo de 7 mm de largo, estambres 10, anteras de 0,5 mm de largo; fruto triangular, comprimido, de 3 mm de largo, piloso en la porción distal; semilla de 2 mm de largo, de color café oscuro, lisa, brillante.

## Distribución
Municipio de Victoria, Guanajuato.

## Hábitat
Ladera de cerro con vegetación de matorral xerófilo, altitud 2000 m s. n. m.; ladera de cerro con vegetación de bosque de encino, altitud de 2300.

## Estado de conservación
Representa un endemismo estrecho, es escasa en su hábitat.  En el intervalo altitudinal de 2000 a 2300 m s. n. m., solo se registra en dos colectas.